# Pieśń o wójcie Albercie

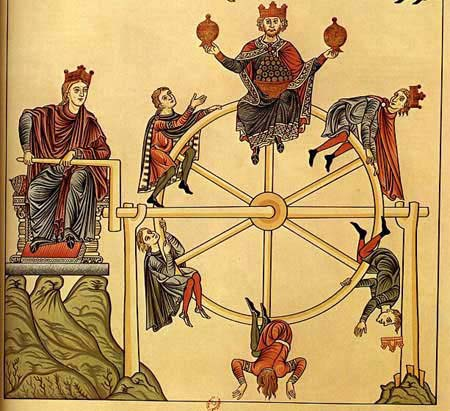
Koło Fortuny, Hortus deliciarum, XII w.

Pieśń o wójcie Albercie – anonimowa polska średniowieczna pieśń w języku łacińskim z XIV w.

## Okoliczności powstania
Utwór odnosi się do wydarzeń z lat 1311–1312, znanych jako bunt wójta Alberta, kiedy to mieszczanie krakowscy, głównie pochodzenia niemieckiego, zbuntowali się pod przywództwem Alberta przeciw Władysławowi Łokietkowi. Bunt został stłumiony, zaś jego przywódca zmarł na wygnaniu w Pradze w 1317. Utwór powstał po śmierci Alberta – bohater przemawia w nim zza grobu. Jednak Władysław Łokietek nazywany jest w pieśni księciem, nie królem, więc utwór powstał nie później niż w 1320, kiedy to miała miejsce koronacja Łokietka.
Pieśń zachowała się w dwóch rękopisach. Starszy pochodzi z 1441, zaś późniejszy z 1477. W obu przypadkach tekst pieśni umieszczony jest po Kronice Wincentego Kadłubka.
Utwór rozpoczyna się incipitem In fortuna qui spem totam (Kto w Fortunie ma nadzieję), zaś w jednym z rękopisów zatytułowany jest De quodam advocato Cracoviensi Alberto (Pieśń o pewnym wójcie krakowskim Albercie).

## Budowa i treść utworu
Pieśń składa się z 21 zwrotek ułożonych według schematu pieśni religijnej Stabat Mater. Możliwe, że utwór był przeznaczony do śpiewania, melodia nie jest jednak znana.
Utwór dzieli się na dwie części, odmienne treściowo. Pierwsza część to 14 strof, będących całością treściową i kompozycyjną. Składa się na nią monolog Alberta, rozpoczęty i zakończony refleksją nad zmiennością Fortuny, w której autor zza grobu przestrzega żyjących przed niestałością losu. Monolog zmarłego to zabieg stylistyczny nazywany oratio a tumulo („mowa z grobu”), będący odmianą prozopopei.
Albert opowiada o swoim życiu i śmierci. Wylicza godności i bogactwa, które osiągnął podczas pełnienia funkcji wójta krakowskiego. O jego radę zabiegali możni, zaś jego opinia decydowała w wielu sprawach. Wtedy jednak bogini Fortuna obróciła kołem i strąciła go ze szczytu powodzenia, czyniąc nędzarzem. Od ucieczki z Krakowa spotykało go tylko pasmo nieszczęść.
Wyniesienie i upadek Alberta są przykładem bezwzględnej władzy bogini Fortuny, stanowiącej personifikację pomyślnego, ale i niepewnego losu. Początkowo chrześcijaństwo odnosiło się z niechęcią do symbolu Fortuny jako do pogańskiego bóstwa. Z czasem jednak symbol ten znalazł miejsce w średniowiecznej kulturze. Około 1100 r. zaczęły się pojawiać plastyczne wyobrażenia koła Fortuny.
Druga część pieśni obejmuje zwrotki 15-21. Początkowo stanowią one kontynuację lamentu zmarłego i pozornie dostosowują się nastrojem, jednak faktycznie stanowią oskarżenie Alberta o zdradę polskiego władcy. Obrót koła Fortuny stanowi akt sprawiedliwości, wymierzony buntownikowi, kierującemu się obcym pochodzeniem. Następnie utwór przechodzi w ogólne oskarżenie Niemców, którzy wszędzie usiłują sięgać po władzę. Po przybyciu do obcego kraju początkowo zabiegają o względy mieszkańców, zawierają małżeństwa, potem utwierdzają swoją pozycję, nabywają dobra, urzędy, aż w końcu pozbawiają miejscowych znaczenia i wpływów. Druga część utworu dotyczy nie tyle samej sprawy wójta Alberta, ile jest obroną interesów ludności polskiej wobec niemieckiej kolonizacji.
Utwór być może wyszedł spod pióra dwóch autorów. Część pierwsza, wartościowsza literacko, sprzyja postaci Alberta. Część druga, słabsza stylistycznie, mogła być napisana przez stronnika władcy, niechętnego Niemcom.